# 징강아오 고속공로

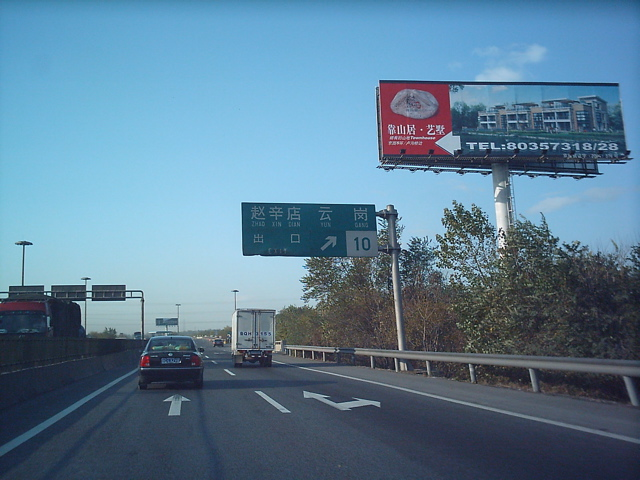
징강아오 고속공로

징강아오 고속공로(京港澳高速公路) 또는 베이징-홍콩-마카오 고속도로는 베이징시와 홍콩, 마카오를 잇는 중화인민공화국의 고속형 공공도로이다. 중국국가고속공로망의 제G4호 고속공로로 지정되어 있다. 대부분의 구간이 아시아 고속도로 1호선의 일부로 되어 있다.

## 주요 경유지
- 베이징시
- 허베이성
  - 바오딩 시, 스자좡 시, 싱타이 시, 한단 시
- 허난성
  - 안양 시, 허비 시, 신샹 시, 정저우 시, 쉬창 시, 뤄허 시, 주마뎬 시, 신양 시
- 후베이성
  - 샤오간 시, 우한시, 셴닝 시
- 후난성
  - 웨양 시, 창사 시, 샹탄 시, 주저우 시, 헝양 시, 천저우 시
- 광둥성
  - 사오관 시, 칭위안 시, 광저우시, 둥관 시, 선전시
- 홍콩, 마카오

## 같이 보기
- 징광 철로